# Centre national de contrôle des maladies et de santé publique

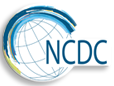
Logo du NCDC

Le Centre national de contrôle des maladies et de santé publique (NCDC ; en géorgien: დაავადებათა კონტროლისა და საზოგადოებრივი ჯანმრთელობის ეროვნული ცენტრი) est une agence nationale de Géorgie, relevant du ministère du Travail, de la Santé et des Affaires sociales. Il est basé dans la capitale Tbilissi. Le NCDC est chargé de protéger la santé publique contre les épidémies dangereuses de maladies. Son siège social se trouve dans la rue Assatiani, dans le quartier Sabourtalo de la ville, et l'agence emploie 440 personnes, dont 65 % ont des diplômes universitaires.
Le NCDC est assisté par un certain nombre de centres de santé régionaux à travers le pays, qui effectuent également la vaccination et la détection.
Les responsabilités du NCDC ne consistent pas seulement à assurer la surveillance des maladies transmissibles et non transmissibles, mais également à enquêter sur les flambées d'un intérêt particulier, un cas notable étant l'épidémie de tularémie en 2006.

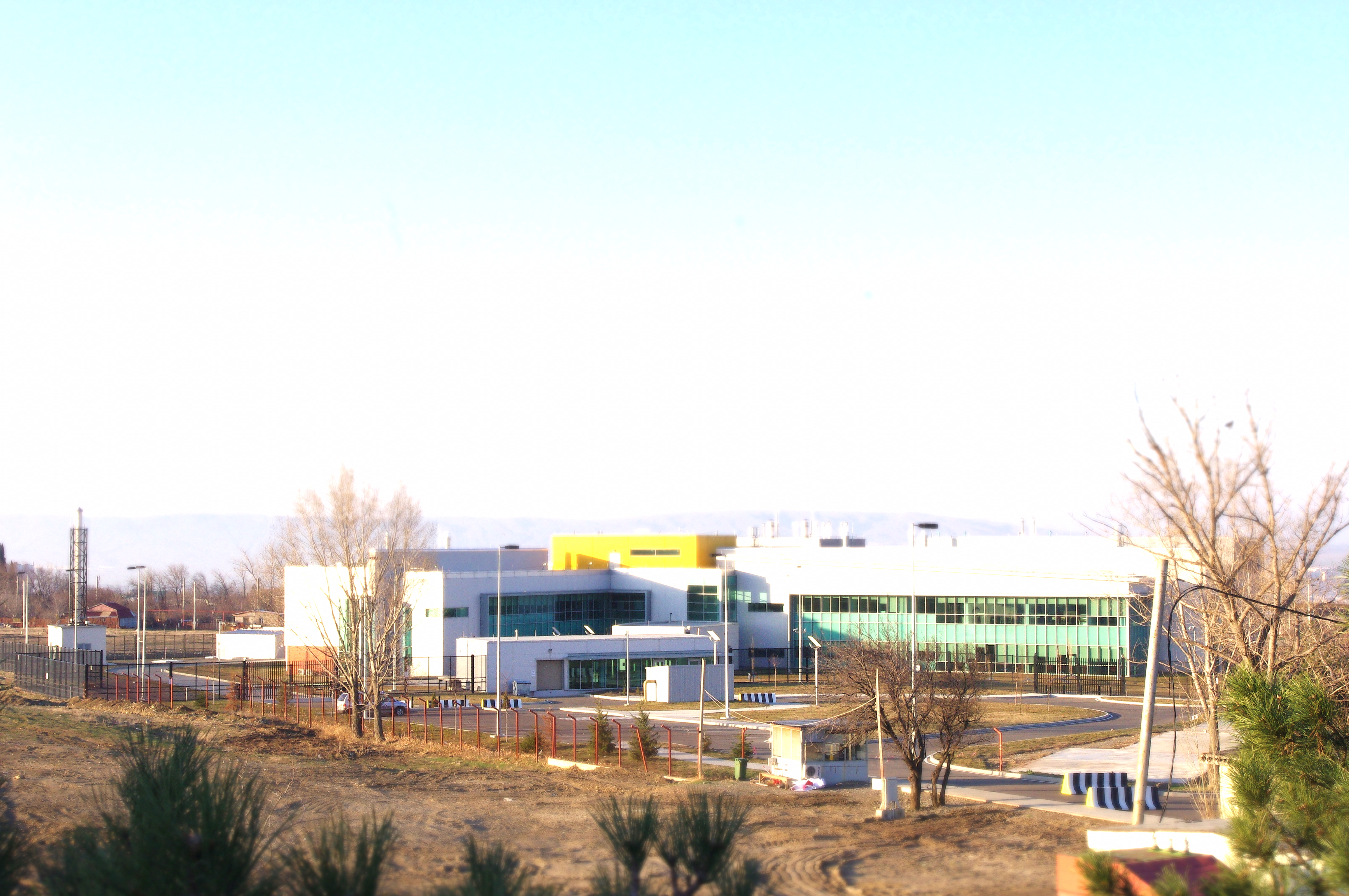
Le laboratoire central de référence de santé publique

Le NCDC a également la responsabilité de sécuriser un vaste dépôt d'agents pathogènes vivants, qui se sont accumulés au cours du siècle dernier. Ce laboratoire national de référence est auparavant situé au dernier étage du bâtiment principal de la rue Assatiani, mais a été transféré dans une installation nouvellement construite à Alexeïevka, une banlieue de Tbilissi à quelques kilomètres de l'aéroport international de Tbilissi. Ce laboratoire central de référence de santé publique a été officiellement ouvert le 18 mars 2011.
La nouvelle installation est un projet conjoint Géorgie-États-Unis qui complète les installations existantes à Bangkok et à Nairobi. Cela fait partie des efforts de la Géorgie pour garantir la biosécurité.